# کالج بارد
کالج بارد (به انگلیسی: Bard College) یک کالج هنرهای آزاد در آمریکا در ایالات متحده آمریکا است که در ایالت نیویورک واقع شده‌است.

## نگارخانه

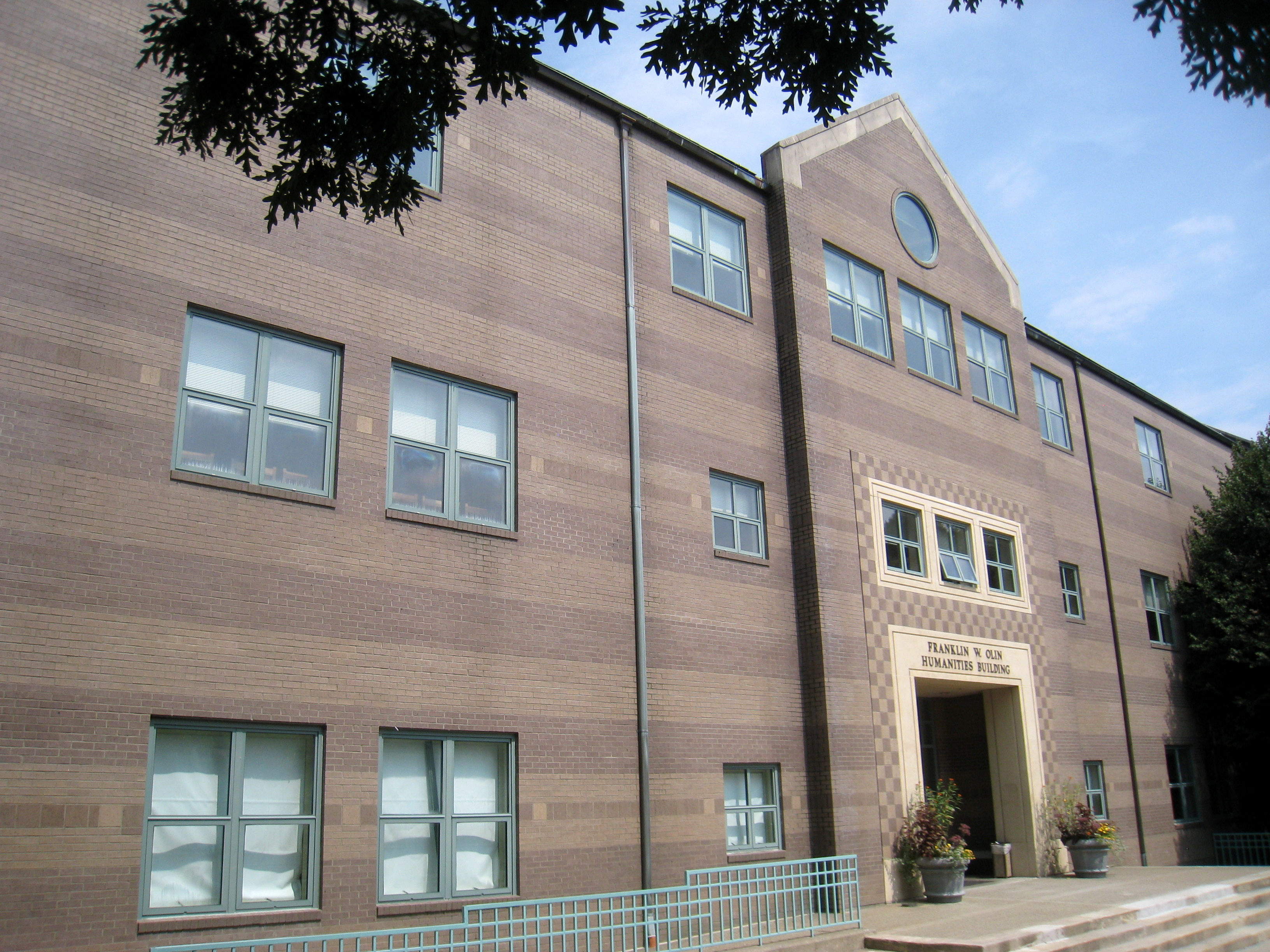
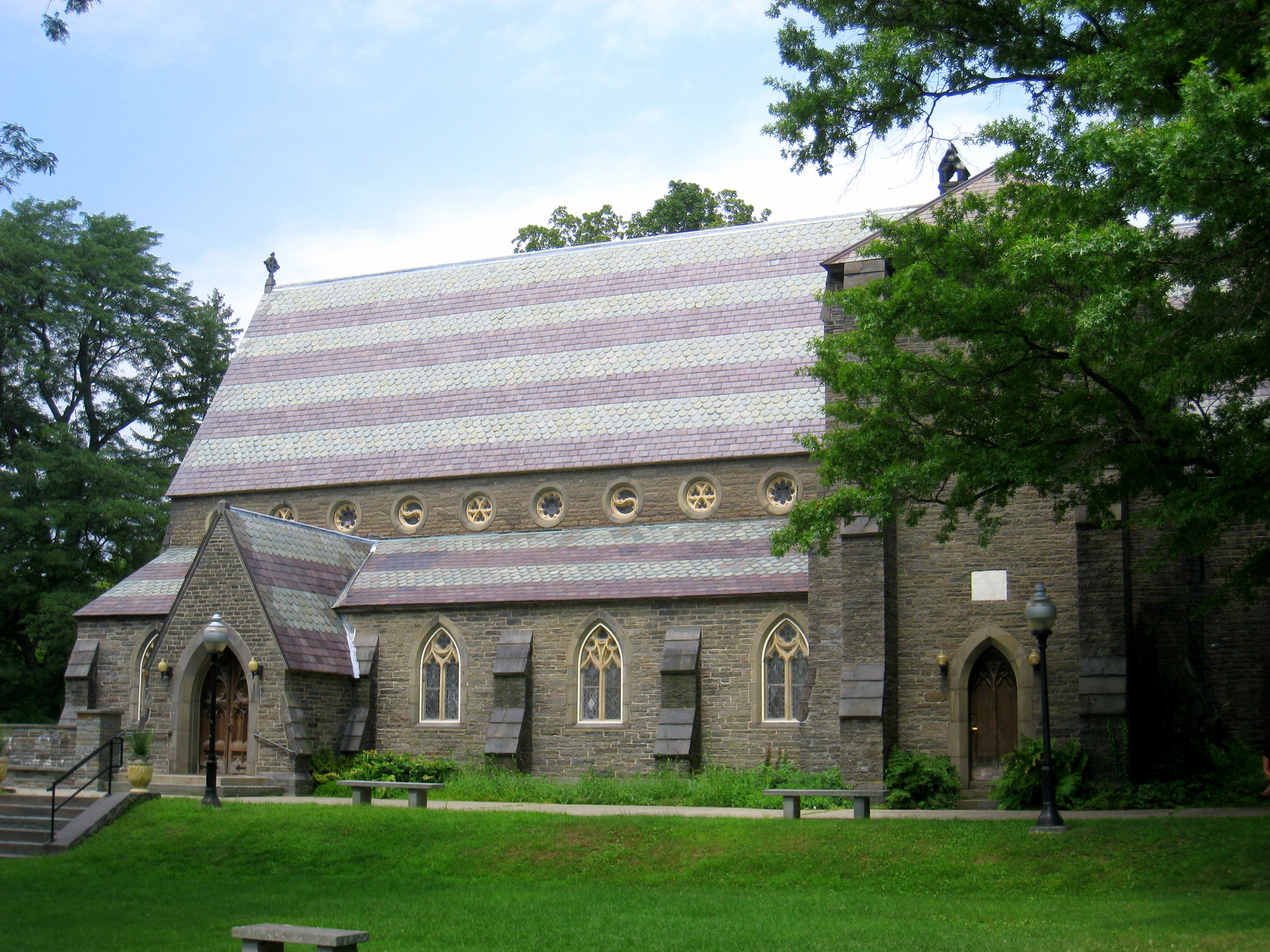
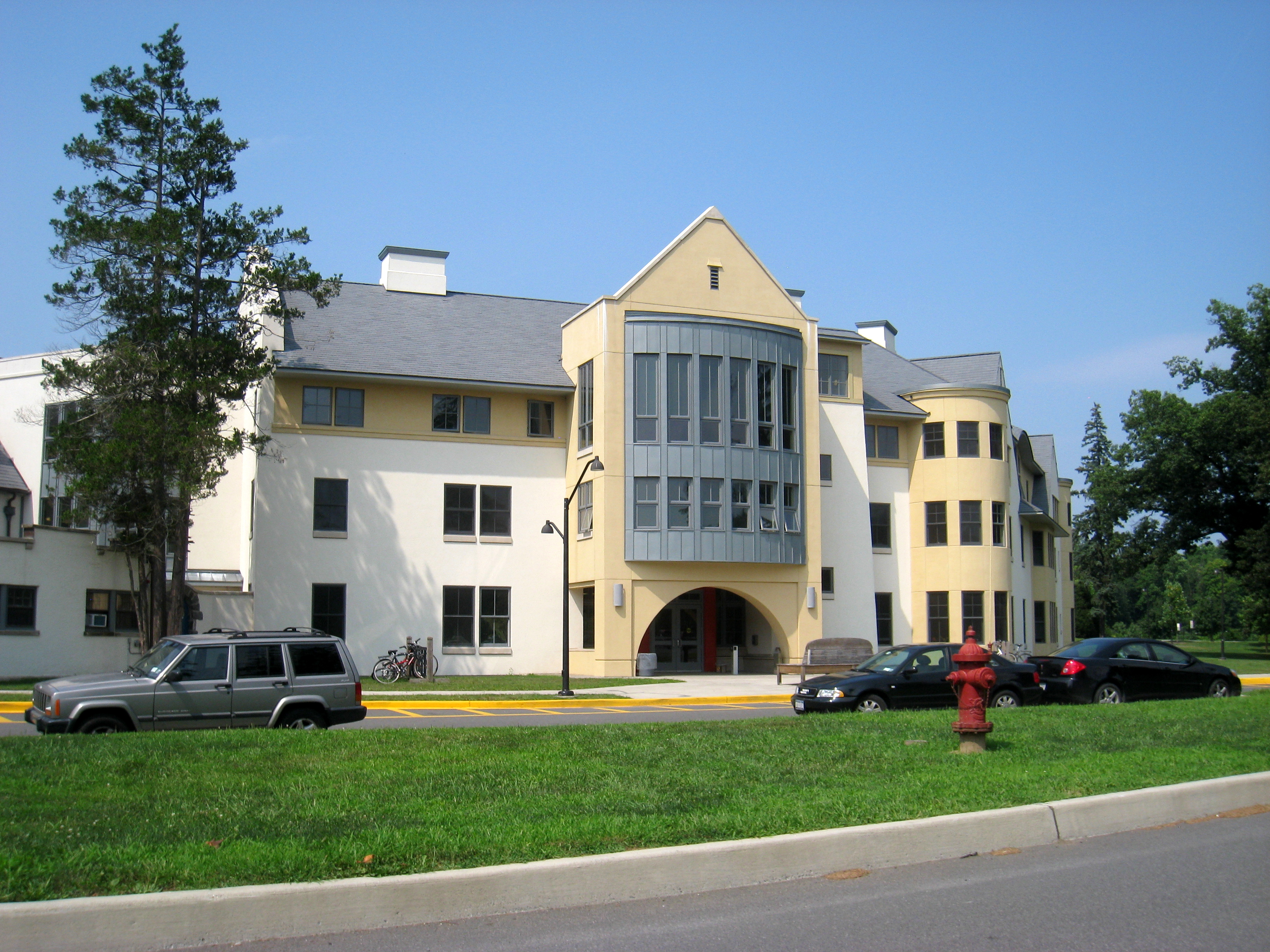
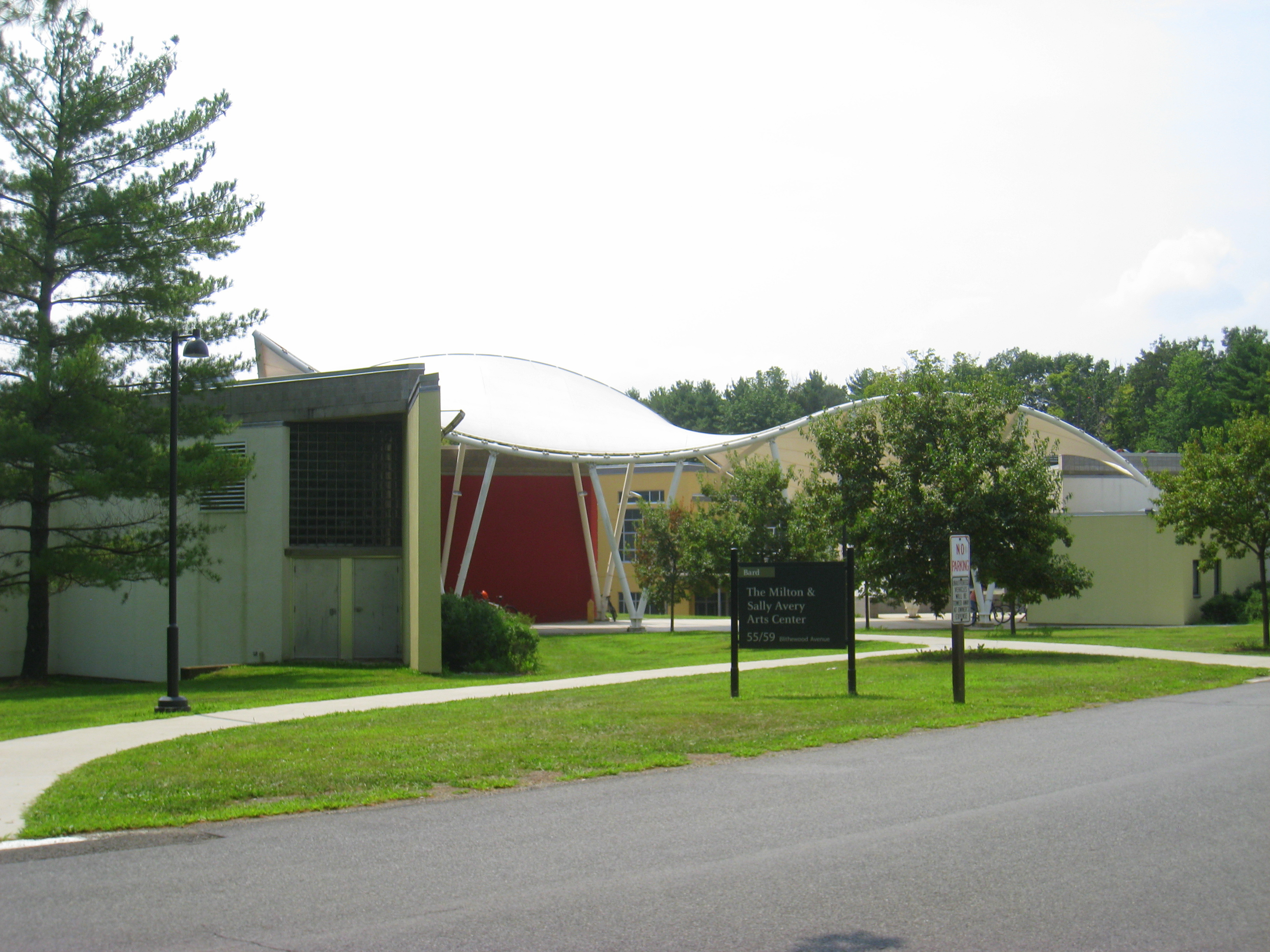
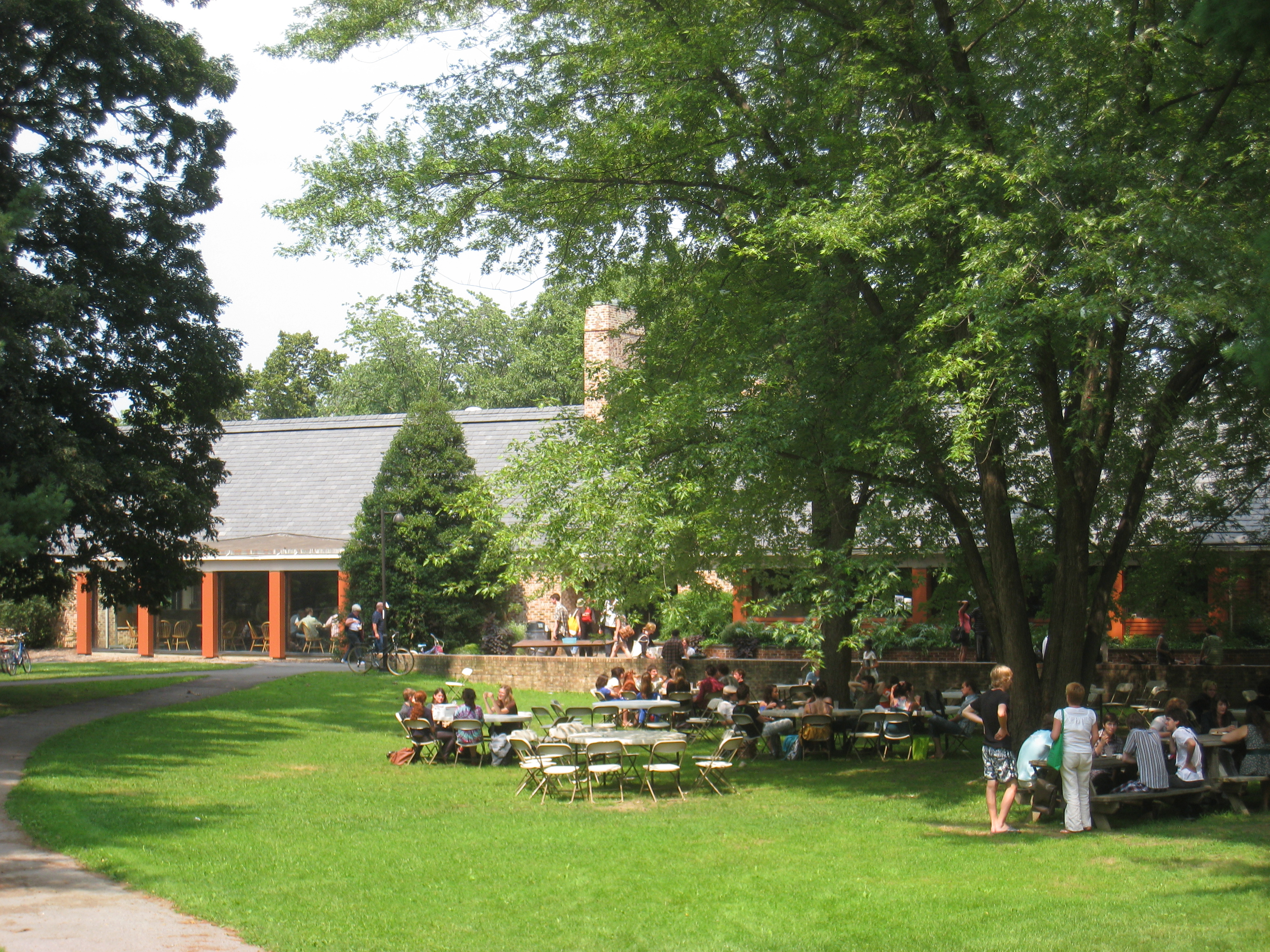
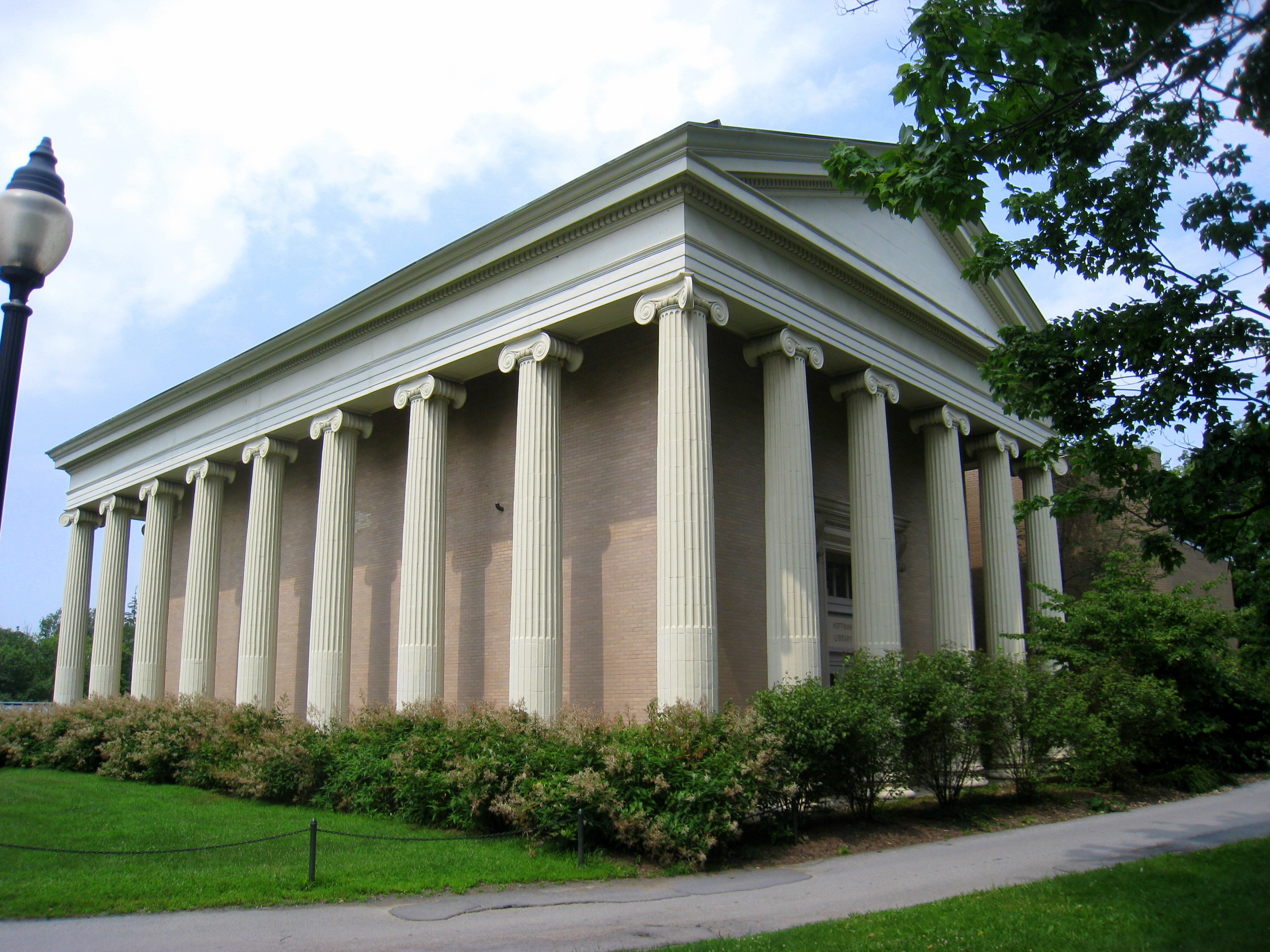
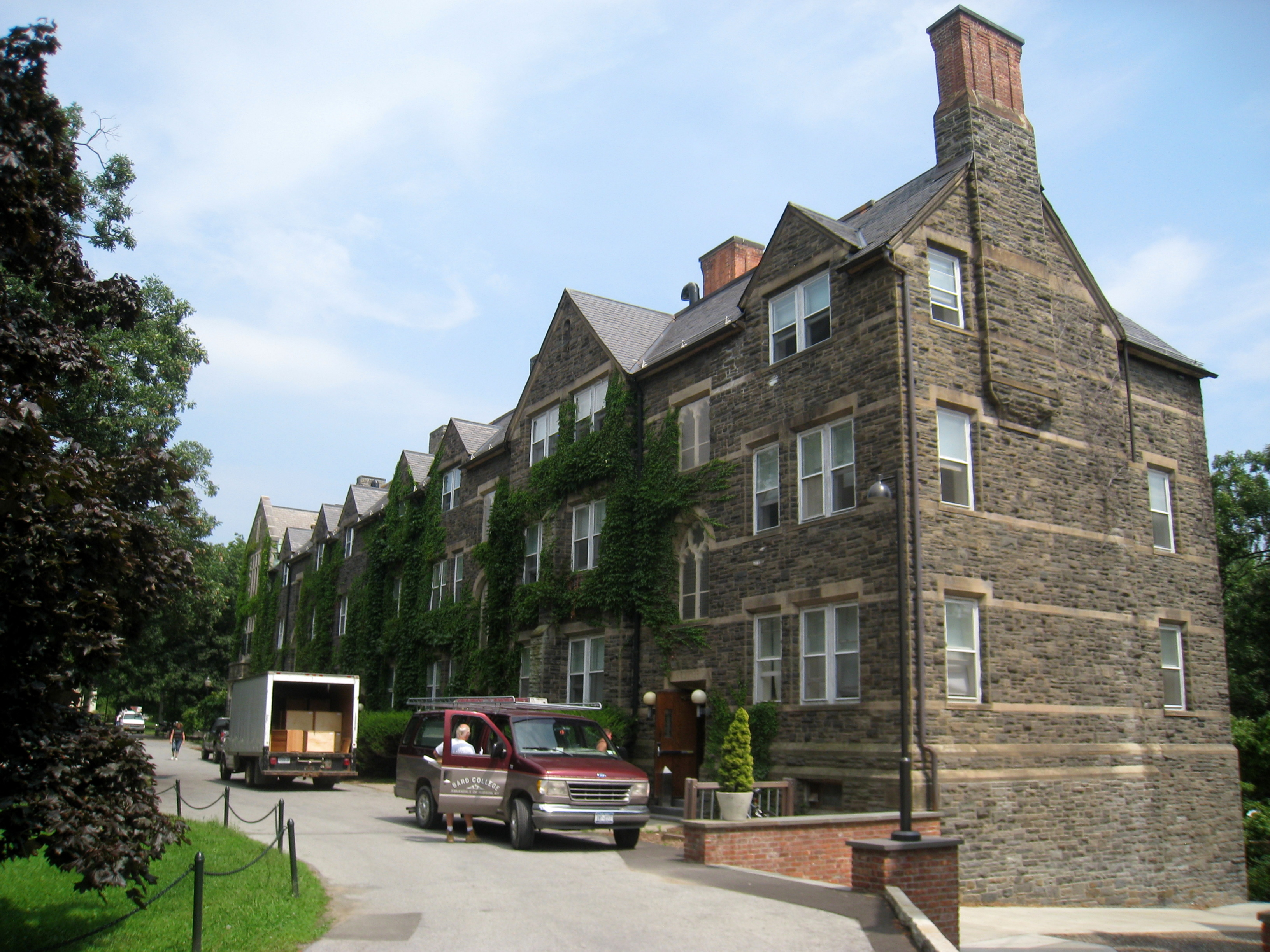
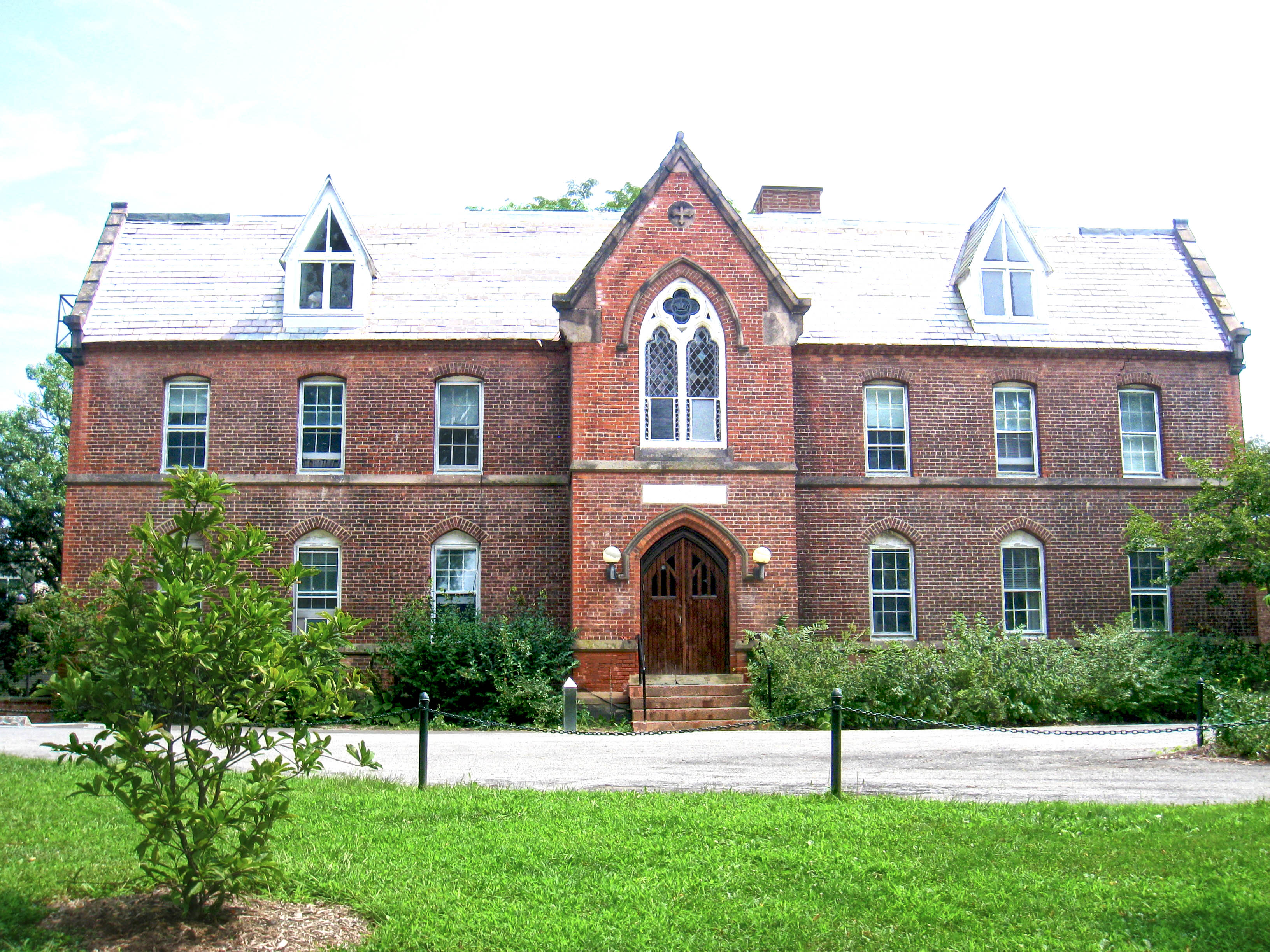
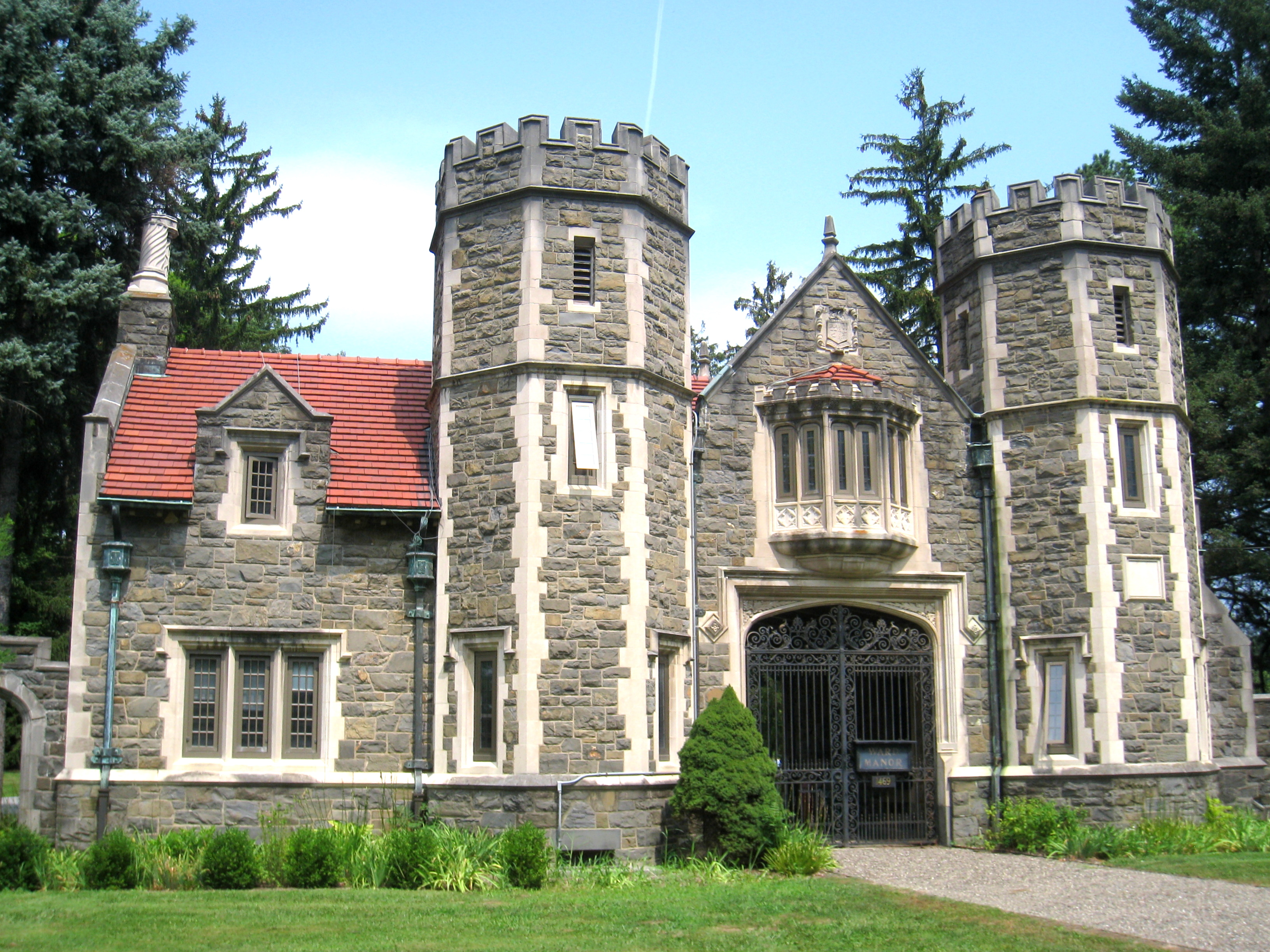
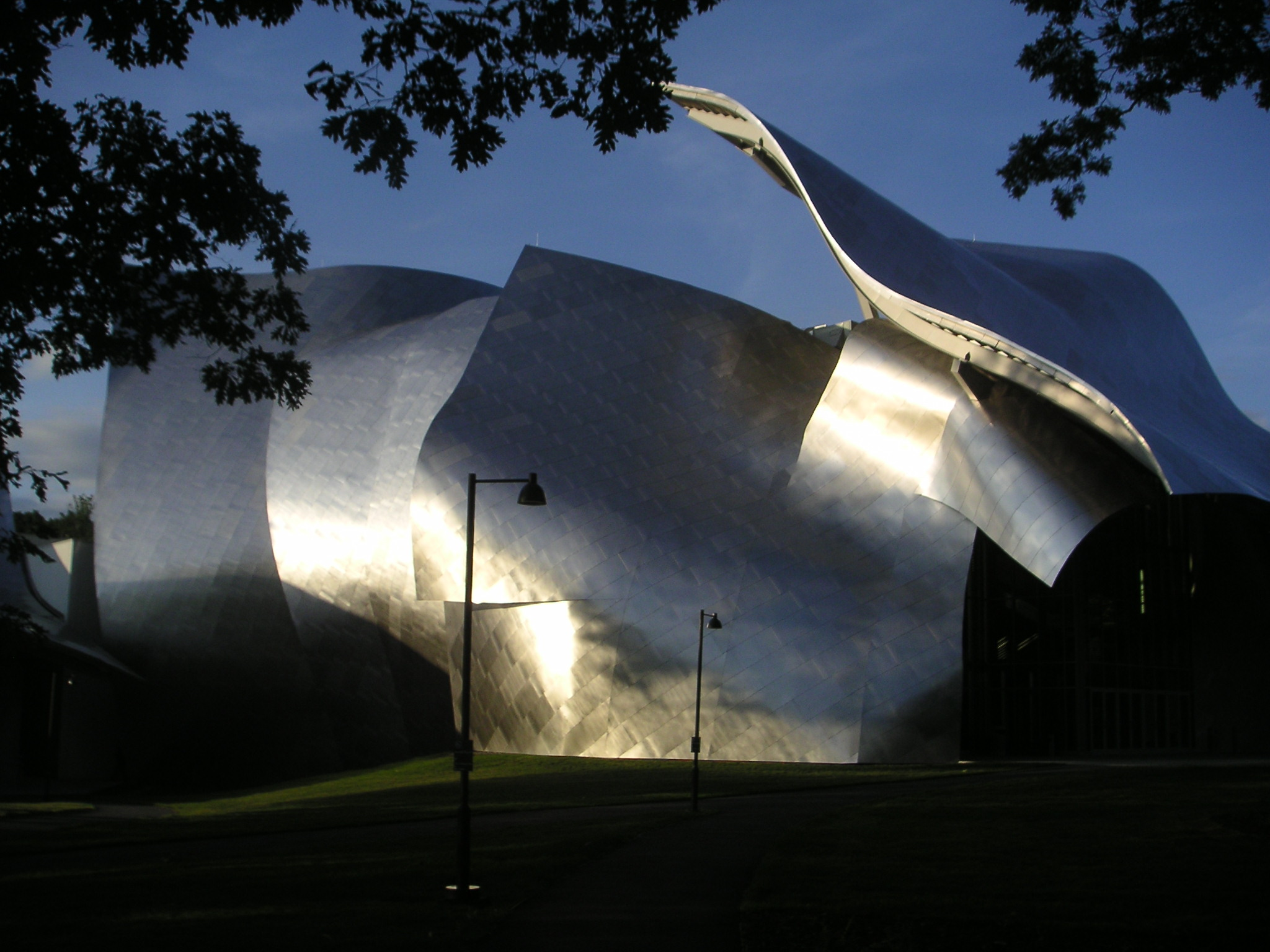
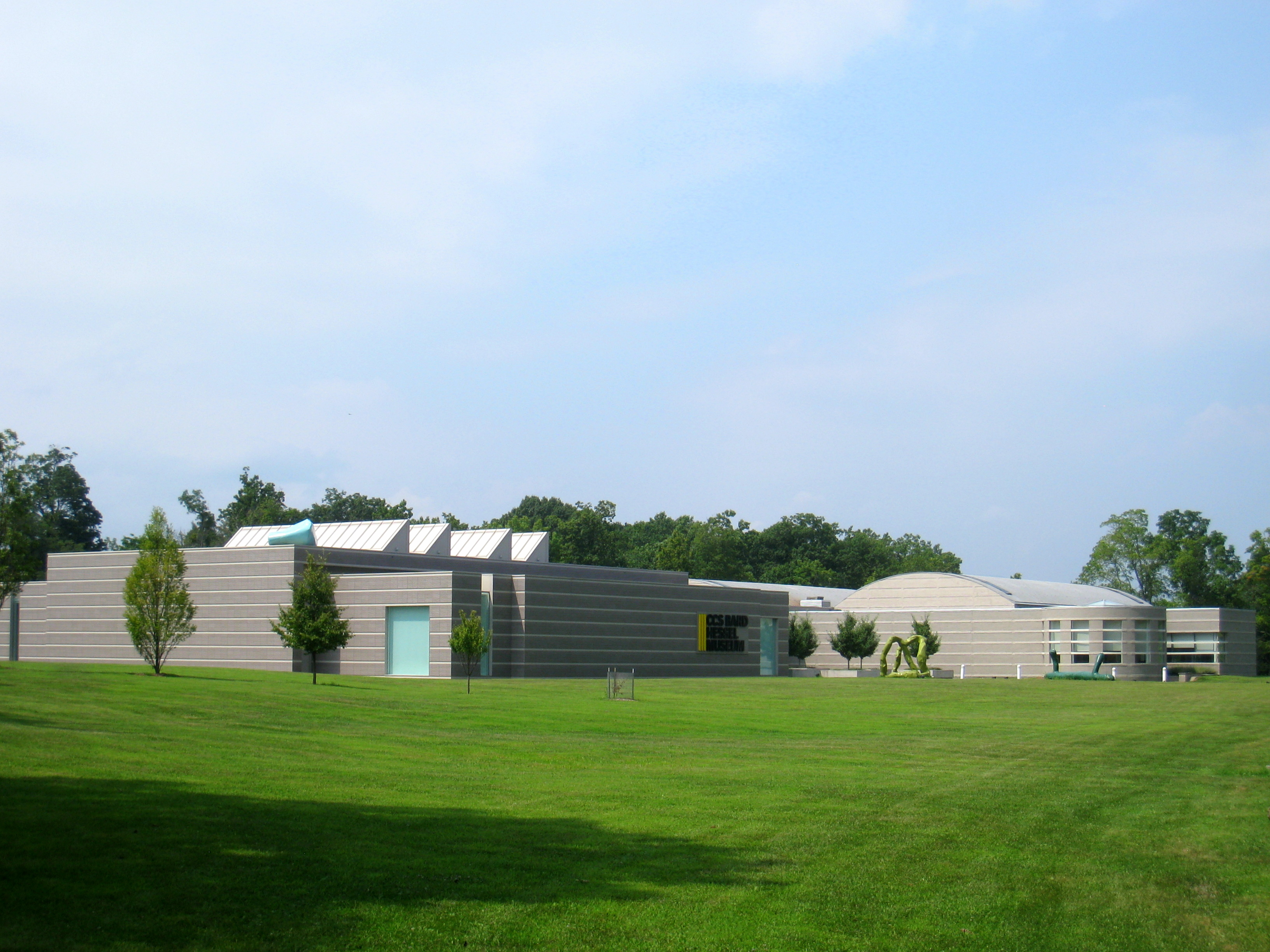